# Loop Head
Loop Head (Iers: Ceann Léime) is het schiereiland aan de noordzijde van de Shannon, gelegen in County Clare (Ierland).
Het schiereiland loopt ongeveer van de lijn Kilkee, aan de Atlantische Oceaan, en het slikkengebied bij Moyasta, aan de Shannon, naar het zuidwesten om te eindigen in de kliffen aan de mond van de Shannon. De grotere dorpen op het schiereiland zijn Carrigaholt, Kilbaha en Cross.
De uiterste punt van het schiereiland kent een opvallende vuurtoren. De 219 meter hoge LORAN-antenne, voorgesteld in 1992, is er door problemen met bouwvergunningen en verzet uit de omgeving nooit gekomen.
In 2010 ontving Loop Head de European Destinations of Excellence Award, een Europees eerbetoon voor opkomende toeristische bestemmingen die zich op een verantwoordelijke en duurzame wijze ontwikkelen. In 2013 werd Loop Head benoemd tot de “Best Place to Holiday in Ireland” door The Irish Times.
Aan de overzijde van de Shannon bevindt zich County Kerry met Kerry Head en Ballybunion.
Ardnacrusha · Aughinish · Ballynacally · Ballyvaughan · Barefield · Bodyke · Bridgetown · Broadford · Bunratty · Carrigaholt · Carran · Clarecastle · Clonlara · Cloonanaha · Connolly · Cooraclare · Coore - Corofin · Cratloe · Cree (Creegh) · Cross · Crusheen · Doolin · Doonaha · Doonbeg · Ennis · Ennistymon · Fanore · Feakle · Hurlers Cross · Inagh · Kilbaha · Kildysart · Kilfenora · Kilkee · Kilkishen · Killaloe · Killimer · Kilmihil · Kilnamona · Kilrush · Kilshanny · Knock · Labasheeda · Lahinch · Liscannor · Lisdoonvarna · Lissycasey · Loop Head · Meelick · Milltown Malbay · Mountshannon · Mullagh · Newmarket-on-Fergus · Noughaval · O'Briensbridge · O'Callaghans Mills · Parteen · Quilty · Quin · Ruan · Scariff · Shannon · Sixmilebridge · Spancillhill · Spanish Point · Tuamgraney · Tulla · Whitegate

Regio's

Burren · Loop Head